# Jules Vandooren
Jules Vandooren (30 de desembre de 1908 - 7 de gener de 1985) fou un futbolista francès.

## Selecció de França
Va formar part de l'equip francès a la Copa del Món de 1934 i 1938.

## Referències

Carrera de Jules Vandooren.